# D-beat
D-beat (discrust, discore, Swedish hardcore, kängpunk) je vrsta hardcore punka. Stvorio ga je bubnjar Dischargea i Broken Bonesa Terry "Tezz" Bones 1977. godine. 
Žanr su razvili imitatori sastava Discharge ranih 1980-ih. D-beat je dobio ime po Dischargeu, kao i po prepoznatljivom udaranju bubnja koje karakterizira ovaj žanr. Moguće je da je Discharge naslijedio ovaj ritam udaranja od Motörheada. Prvat takva grupa bila je The Varukers.
D-beat je blisko vezan s crust punkom koji je teža i složenija varijacija. Ovaj stil posebno je bio popularan u Švedskoj. Ondje su ga razvile grupe kao što su Crude SS, Anti Cimex, Mob 47, Driller Killer i No Security. Ostale grupe koje su svirale D-beat su Doom iz Velike Britanije; Disclose iz Japana; Crucifix i Final Conflict iz SAD; Ratos de Porão iz Brazila i MG15 iz Španjolske. Stil je inicijalno bio razvijan ranih 1980-ih. Mnoštvo novih grupa koje je sviralo ovaj podžanr pojavio se sredinom 1990-ih. To su švedske grupe Wolfbrigade, Totalitär, Avskum, Skitsystem i Disfear.